# سیارک ۴۱۵۶
سیارک ۴۱۵۶ (به انگلیسی: 4156 Okadanoboru، نامگذاری:1988BE) چهار هزار و صد و پنجاه و ششمین سیارک کشف شده‌است که در ۱۶ ژانویه ۱۹۸۸ کشف شد.